# 나사렛국제병원
나사렛국제병원(Nasaret International Hospital)은 인천광역시 연수구에 있는 종합병원이다.

## 역사
- 1974년 4월 전주 이강일한의원 개원
- 1981년 4월 나사렛한의원, 나사렛의원 이전 개원
- 1993년 10월 의료법인 나사렛한방병원 설립 허가
- 1994년 2월 나사렛한방병원 의료기관 개설 허가
- 1994년 5월 나사렛한방병원 진료 개시
- 2000년 5월 나사렛한방병원 증축 개원식
- 2001년 2월 의료법인 나사렛한방병원에서 의료법인 나사렛의료재단으로 명칭 변경
- 2001년 2월 나사렛의원, 나사렛의료재단에 편입
- 2009년 5월 나사렛의료재단 나사렛국제병원 개원
- 2009년 12월  나사렛국제병원 종합병원 승격
- 2017년 7월 지역응급의료센터 지정